# Chen Youliang
Chen Youliang (chinesisch 陳友諒 / 陈友谅, Pinyin Chén Yǒuliàng, geboren 1320; gestorben am 23. August 1363) war der Gründer des Rebellenstaates Dahan (大漢 / 大汉) und Herausforderer der Yuan-Dynastie. Er kam bei der Seeschlacht auf dem Poyang-See gegen Zhū Yuánzhāng ums Leben.